# Szin (litera)

Fenickie szin

Arabskie szin

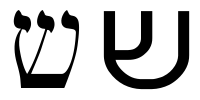
Hebrajskie Szin w kroju pisma (od prawej): nowoczesnym bezszeryfowym i tradycyjnym

Szin (ש, ش‍) (także sin, šīn) – dwudziesta pierwsza litera alfabetów semickich, m.in. fenickiego, arabskiego, hebrajskiego. Odpowiada dźwiękowi s  lub sz. W języku hebrajskim ש dodany jako prefiks oznacza spójnik że.